# Гершкович Михайло Данилович
Михайло Данилович Гершкович (рос. Михаил Данилович Гершкович, нар. 1 квітня 1948, Москва) — радянський футболіст, що грав на позиції нападника за московські «Локомотив», «Торпедо» та «Динамо», а також національну збірну СРСР. По завершенні ігрової кар'єри — радянський і російський тренер.

## Клубна кар'єра
У дорослому футболі дебютував 1966 року виступами за команду клубу «Локомотив» (Москва), в якій того року взяв участь у 28 матчах чемпіонату.
Своєю грою за цю команду привернув увагу представників тренерського штабу клубу московського «Торпедо», до складу якого приєднався 1967 року. Відіграв за московських торпедівців наступні чотири сезони своєї ігрової кар'єри. Більшість часу, проведеного у складі московського «Торпедо», був основним гравцем атакувальної ланки команди.
1972 року уклав контракт з клубом «Динамо» (Москва), у складі якого провів наступні сім років своєї кар'єри гравця.  Граючи у складі московського «Динамо» також здебільшого виходив на поле в основному складі команди. У складі «Динамо» виборов титул чемпіона СРСР у скороченому весняному сезоні 1976 року. Був учасником програного його командою фіналу Кубка володарів кубків 1972 року, в якому виходив на заміну.
Завершив професійну ігрову кар'єру 1979 року у московському «Локомотиві», у складі якого свого часу починав футбольні виступи.

## Виступи за збірну
1968 року дебютував в офіційних матчах у складі національної збірної СРСР. Протягом кар'єри у національній команді, яка тривала 4 роки, провів у формі головної команди країни 10 матчів, забивши 3 голи.

## Кар'єра тренера
Розпочав тренерську кар'єру, повернувшись до футболу після невеликої перерви, 1985 року, увійшовши до очолюваного Едуардом Малофєєвим тренерського штабу клубу «Динамо» (Москва), в якому пропрацював до 1987 року. Згодом перебував на адміністративних посадах.
1994 року став головним тренером молодіжної збірної Росії, яку тренував протягом п'яти років.
Згодом з 1999 по 2002 рік був помічником Олега Романцева у тренерському штабі національної збірної Росії.

## Титули і досягнення
- Чемпіон СРСР (1):

«Динамо» (Москва): 1976 (весна)
- Чемпіон Європи (U-18): 1966